# Najlepszy dzień w moim życiu
Najlepszy dzień w moim życiu (zapis stylizowany: najlepszy dzień w moim życiu) – singel polskiej piosenkarki Sanah. Singel został wydany 1 grudnia 2022. Utwór napisali i skomponowali Zuzanna Grabowska i Thomas Martin Leithead-Docherty.
Kompozycja znalazła się na 2. miejscu listy OLiA, najczęściej odtwarzanych utworów w polskich rozgłośniach radiowych. Nagranie otrzymało w Polsce status diamentowego singla, przekraczając liczbę 250 tysięcy sprzedanych kopii.

## Geneza utworu i historia wydania
Piosenka została napisana i skomponowana przez Zuzannę Grabowską i Thomasa Martina Leitheada-Docherty’ego, który również odpowiada za produkcję utworu.
Singel ukazał się w formacie digital download 1 grudnia 2022 w Polsce za pośrednictwem wytwórni płytowej Magic Records w dystrybucji Universal Music Polska.
Utwór znalazł się na polskich składankach: Hity na czasie: Wiosna 2023 (wydana 21 kwietnia 2023) i Bravo Hits: Wiosna 2023 (wydana 21 kwietnia 2023).

## „Najlepszy dzień w moim życiu” w stacjach radiowych
Nagranie było notowane na 2. miejscu w zestawieniu OLiA, najczęściej odtwarzanych utworów w polskich rozgłośniach radiowych.

## Teledysk
Do utworu powstał teledysk w reżyserii samej piosenkarki, który udostępniono w dniu premiery singla za pośrednictwem serwisu YouTube.

## Lista utworów
- Digital download[2]

1. „Najlepszy dzień w moim życiu” – 4:11

## Promocja

### Uczta nad ucztami
Opracowano na podstawie materiału źródłowego.
| Data             | Miejscowość | Obiekt                   |
| ---------------- | ----------- | ------------------------ |
| 15 sierpnia 2023 | Chorzów     | Stadion Śląski           |
| 8 września 2023  | Gdańsk      | Polsat Plus Arena Gdańsk |
| 22 września 2023 | Warszawa    | PGE Narodowy             |

## Notowania
| Kraj   | Lista (2022–23)          | Najwyższa pozycja |
| ------ | ------------------------ | ----------------- |
| Polska | Billboard Poland Songs   | 4                 |
| Polska | OLiS – single w streamie | 13                |

| Kraj   | Lista (2023)                   | Najwyższa pozycja |
| ------ | ------------------------------ | ----------------- |
| Polska | OLiS – oficjalna lista airplay | 2                 |

| Kraj   | Lista (2023)                   | Pozycja |
| ------ | ------------------------------ | ------- |
| Polska | OLiS – single w streamie       | 51      |
| Polska | OLiS – oficjalna lista airplay | 64      |

## Certyfikaty
| Kraj          | Certyfikat       | Sprzedaż |
| ------------- | ---------------- | -------- |
| Polska (ZPAV) | diamentowa płyta | 250 000+ |

## Wyróżnienia
| Rok  | Konkurs    | Kategoria                   | Rezultat    |
| ---- | ---------- | --------------------------- | ----------- |
| 2023 | Gorąca 100 | 100 największych hitów 2023 | 66. miejsce |